# Frullania higuchii
Frullania higuchii là một loài Rêu trong họ Jubulaceae. Loài này được Yuzawa, Koike, Nagatosi & S. Hatt. mô tả khoa học đầu tiên năm 1994.